# Sergej Timofeevič Aksakov
Sergej Timofeevič Aksakov (in russo Сергей Тимофеевич Аксаков?; Ufa, 1º ottobre 1791 – Mosca, 12 maggio 1859) è stato uno scrittore russo.

## Biografia
Dopo aver frequentato l'Università di Kazan iniziò la sua carriera come traduttore a San Pietroburgo e qualche anno dopo si recò a Mosca. Come scrittore iniziò la sua attività più tardi quando era diventato quasi cieco. Diventò amico di Gogol' (con cui scrisse Storia della mia amicizia con Gogol' tra il 1830 e il 1840 e che fu pubblicata nel 1890).
La critica si accorse dei suoi scritti quando iniziò a raccontare della vita patriarcale dei ricchi proprietari terrieri, elevandolo ad uno dei massimi scrittori del tempo, nelle sue opere si ritrova spesso la propria infanzia anche se i nomi utilizzati sono frutto di fantasia.
Si sposò nel 1816 con Olga Zaplátina da cui ebbe due figli, Konstantin Sergeevič e Ivan Sergeevič Aksakov.

## Opere
- 1847 – Memorie di un pescatore
- 1856 – Cronaca di famiglia
- 1858 – Anni di infanzia di Bagrov nipote